# دفاعية

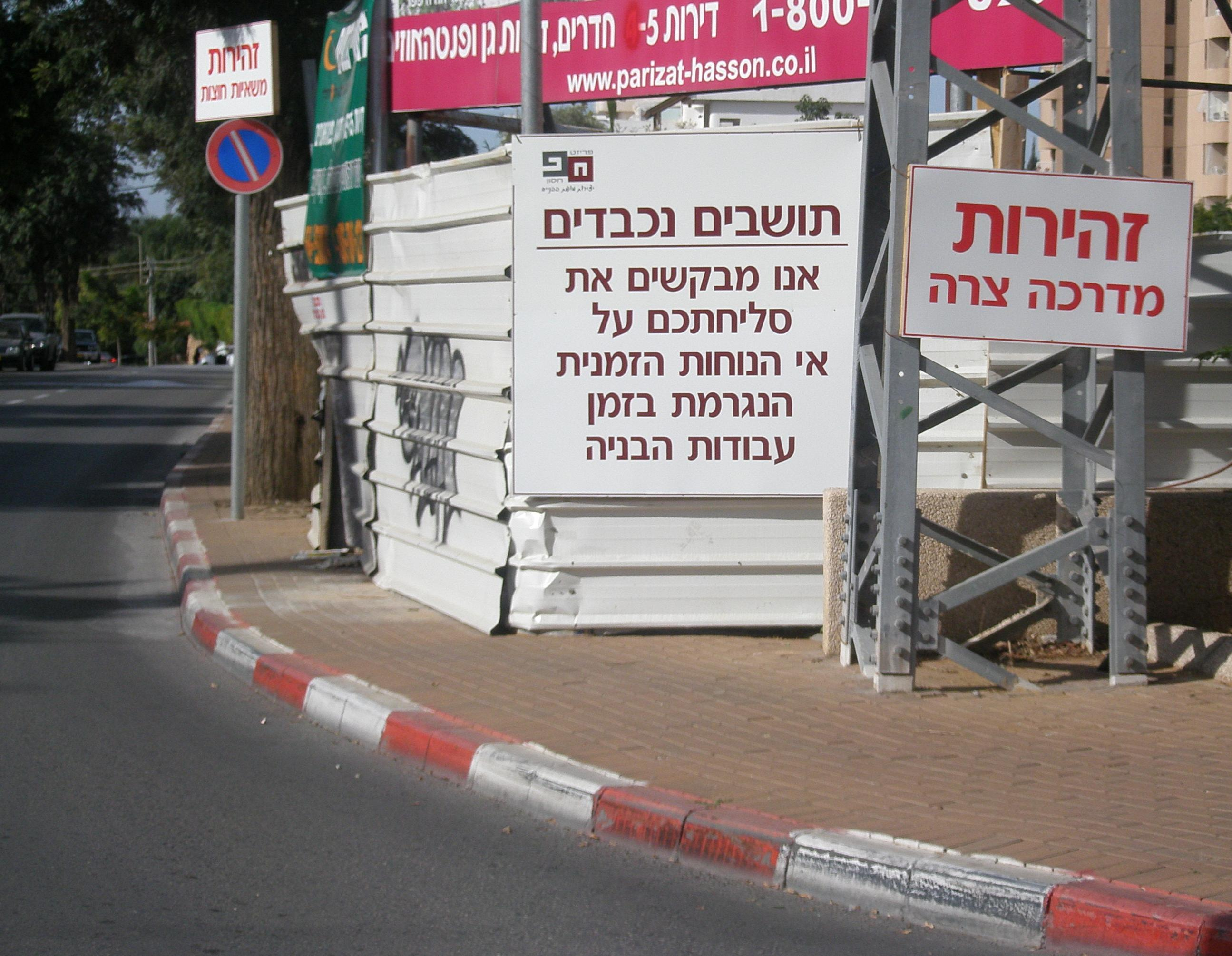

الدفاعية أو الأبولوجيا هي فن أدبي يدافع فيه الكاتب عن نفسه أو عن آرائه. ومن أقدم الأمثلة على هذا الفن أبولوجيا أفلاطون، وهي حوار فلسفي يدور حول محاكمة سقراط، وفيه يرد سقراط على التهم الموجهة إليه وذلك من طريق الإفاضة في الكلام على حياته وتعلقه بالمثل الأخلاقية. ومن هنا كانت الأبولوجيا أقرب شيء إلى السيرة الذاتية. 